# Wakefield Highland
Wakefield Highland är ett berg i Antarktis. Det ligger i Västantarktis. Argentina, Chile och Storbritannien gör anspråk på området. Toppen på Wakefield Highland är 1 763 meter över havet.
Terrängen runt Wakefield Highland är lite kuperad. Trakten är obefolkad. Det finns inga samhällen i närheten.